# EC 1.14.11
La EC 1.14.11 è una sotto-sottoclasse della classificazione EC relativa agli enzimi. Si tratta di una sottoclasse delle ossidoreduttasi che include enzimi che agiscono su donatori di elettroni accoppiati, con O2 come ossidante ed incorporazione o riduzione di un atomo di ossigeno all'interno di ogni donatore (l'ossigeno incorporato non deriva necessariamente da O2). Uno dei due donatori è 2-ossoglutarato.

## Enzimi appartenenti alla sotto-sottoclasse
| numero EC     | nome accettato                              |
| ------------- | ------------------------------------------- |
| EC 1.14.11.1  | gamma-butirrobetaina diossigenasi           |
| EC 1.14.11.2  | procollagene-prolina diossigenasi           |
| EC 1.14.11.3  | pirimidina-deossinucleoside 2'-diossigenasi |
| EC 1.14.11.4  | procollagene-lisina 5-diossigenasi          |
| EC 1.14.11.6  | timina diossigenasi                         |
| EC 1.14.11.7  | procollagene-prolina 3-diossigenasi         |
| EC 1.14.11.8  | trimetillisina diossigenasi                 |
| EC 1.14.11.9  | flavanone 3-diossigenasi                    |
| EC 1.14.11.10 | pirimidina-deossinucleoside 1'-diossigenasi |
| EC 1.14.11.11 | iosciamina (6S)-diossigenasi                |
| EC 1.14.11.12 | gibberellina-44 diossigenasi                |
| EC 1.14.11.13 | gibberellina 2beta-diossigenasi             |
| EC 1.14.11.14 | 6beta-idrossiiosciamina epossidasi          |
| EC 1.14.11.15 | gibberellina 3beta-diossigenasi             |
| EC 1.14.11.16 | peptide-aspartato beta-diossigenasi         |
| EC 1.14.11.17 | taurina diossigenasi                        |
| EC 1.14.11.18 | fitanoil-CoA diossigenasi                   |
| EC 1.14.11.19 | leucocianidina ossigenasi                   |
| EC 1.14.11.20 | deacetossivindolina 4-idrossilasi           |
| EC 1.14.11.21 | clavaminato sintasi                         |
| EC 1.14.11.22 | flavone sintasi                             |
| EC 1.14.11.23 | flavonolo sintasi                           |
| EC 1.14.11.24 | acido 2'-deossimugineico diossigenasi       |
| EC 1.14.11.25 | acido mugineico 3-diossigenasi              |
| EC 1.14.11.26 | deacetossicefalosporina-C idrossilasi       |
| EC 1.14.11.27 | (istone-H3)-lisina-36 demetilasi            |
| EC 1.14.11.28 | prolina 3-idrossilasi                       |